# Salario
Pour l’article homonyme, voir Pont Salario.

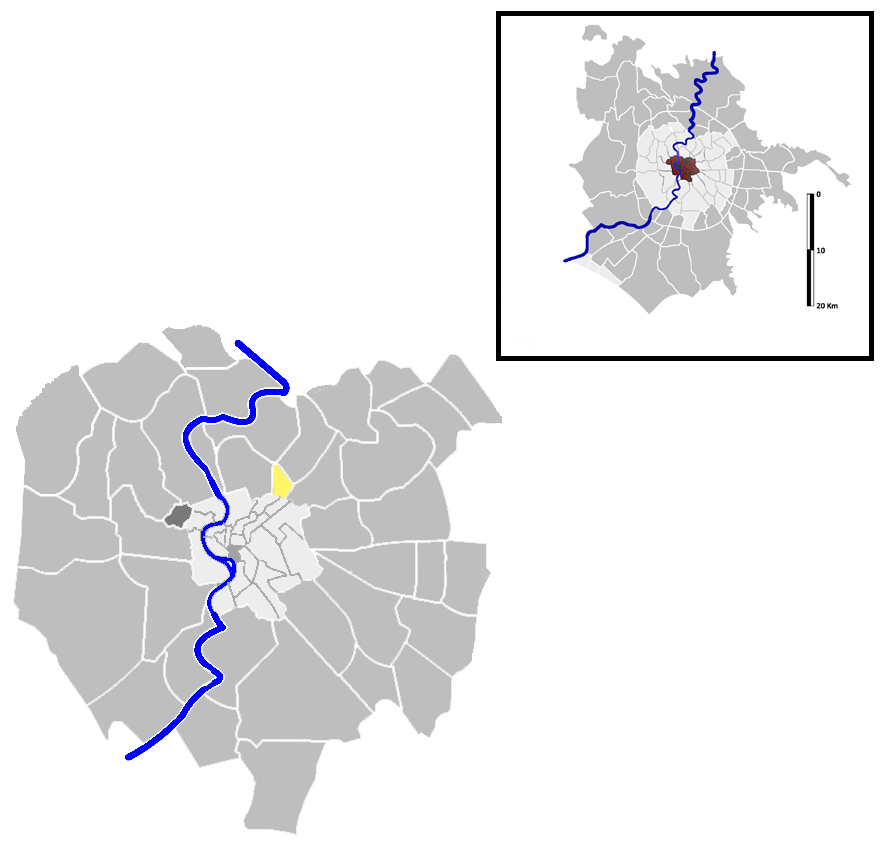
Localisation de Salario sur la carte administrative de Rome.

Salario est un quartiere (quartier) situé au nord de Rome en Italie prenant son nom de la via Salaria qui le traverse. Il est désigné dans la nomenclature administrative par Q.IV et fait partie du Municipio II. Sa population est de 8 548 habitants répartis sur une superficie de 0,468 8 km2, en faisant le quartiere le plus petit de Rome.
Il forme également une « zone urbanistique » désigné par le code 2.d, qui compte en 2010 : 26 375 habitants.

## Géographie
Le Salario est délimité par la Via Salaria (de la Piazza Fiume au carrefour avec le Viale Regina Margherita) à l'ouest, par le Viale Regina Margherita (du carrefour avec la Via Salaria au carrefour avec la Via Nomentana) au nord-est, par la Via Nomentana (du carrefour avec le Viale Regina Margherita au Piazzale di Porta Pia) au sud-est, et par le Corso d'Italia (du Piazzale di Porta Pia à la Piazza Fiume) au sud.

## Historique
Salario fait partie des 15 premiers quartiers créés à Rome en 1911 et officiellement reconnu en 1921. En 1926, il fut amputé d'une partie de sa superficie avec la création du quartiere Savoia, l'actuel quartier Trieste

## Lieux particuliers
- via Nomentana et via Salaria
- Villa Albani
- Porta Pia et porta Salaria
- Musée d'art contemporain de Rome
- Les anciennes usines de la société Peroni
- Église Santa Maria della Mercede e Sant'Adriano